# 襄阳公主 (北周)
襄阳公主（？—？），代郡武川镇（今内蒙古自治区呼和浩特市武川县）人，追尊周文帝宇文泰第五女，生母不详。
襄阳公主嫁给北周上柱国、神武郡公窦毅，第二女窦氏，襄阳公主的弟弟周武帝宇文邕特别喜爱这个外甥女，将她带到宫中养育。当时周武帝娶突厥女子阿史那氏为皇后，皇后不受宠爱，窦氏当时年纪还小，私下对周武帝说：“四方没有宁静，突厥还很强大，希望舅舅抑制个人感情抚慰皇后，以天下百姓为念，还需要突厥的帮助，那么江南的南陈、关东的北齐政权就不能成为祸患了。”周武帝赞许并采纳了意见。窦毅听说后，对襄阳公主说：“这个女儿才华容貌如此，不可以随便许配给人，应当为她求贤能的丈夫。”隋文帝杨坚接受禅让建立隋朝，窦氏听说后洒下眼泪，自己跳上胡床说：“恨我不是男子，不能救助舅舅家的危难！”窦毅和襄阳公主急忙捂住窦氏的口说：“你别胡说，我们家族会被族灭的！”